# Olivetti M20 (macchina per scrivere)
La M20 è una macchina per scrivere meccanica realizzata dalla Olivetti.

## Storia

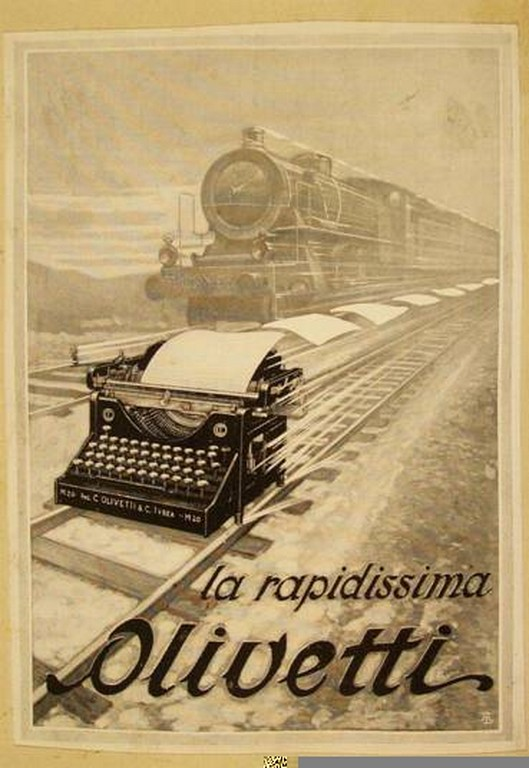
La rapidissima Olivetti, immagine pubblicitaria del modello di macchina da scrivere M20 Olivetti, 1923

Progettata da Camillo Olivetti insieme al direttore generale della Olivetti Domenico Burzio per sostituire il modello M1, la M20 entra in produzione nel 1920. In quell'anno viene presentata alla Fiera internazionale di Bruxelles.

## Caratteristiche tecniche
La Olivetti M20, derivata dalla precedente M1, è una macchina da scrivere meccanica dotata di 43 tasti, corrispondenti a 86 segni.
Ha un telaio portante con lamierini di copertura. Ha una lunghezza di 41 cm, una profondità di 41 cm e un'altezza di 27 cm. Il suo peso è di 17 kg.
La M20 presenta varie novità, come il carrello che scorre su guida fissa.
La tastiera è del tipo QZERTY, come è solito delle macchine italiane (a parte le moderne tastiere per computer). Oltre ai tasti di scrittura la tastiera include una barra spaziatrice, due tasti delle maiuscole, un tasto fissamaiuscole, il tasto di ritorno e un tasto di tabulazione.
L'insieme dei tasti di scrittura ha un'evidente mancanza: non è presente il tasto col numero 1 che si ottiene utilizzando la lettera l (elle) minuscola oppure la I (i) maiuscola; allo stesso modo non è presente lo zero, che si ottiene digitando la O (o) maiuscola. Sebbene questo oggi possa sembrare strano, era invece piuttosto comune nelle vecchie macchine per scrivere. Mancano anche i tasti per le vocali accentate maiuscole usate nella scrittura della lingua italiana.
È esteticamente simile alla M1, ma all'interno vennero adottate soluzioni meccaniche diverse.
La M20 sostituì a partire dal 1920 la M1 e venne commercializzata fino al 1933.
Tre sono le caratteristiche che la differenziano dalla M1: la riduzione del numero di parti che compongono il gruppo cinematico di scrittura; il movimento del carrello, che avviene ora su sfere; il gruppo del cestello delle leve, che è mobile.
A partire dal 1929 venne prodotta una M20 dalla consociata industriale S. A. Hispano Olivetti.
Verso la metà degli anni '30 alcune M20 vennero ricolorate per l'invio nei territori coloniali italiani.
Le prime versioni (con matricole fino a 26/38100) sono caratterizzate da manopole del rullo in ottone, le successive (con matricole da 38101) con manopole in resina nera.
Venne prodotta una versione economica senza base in legno ma con piedini in gomma, complessivamente vennero prodotti circa 81.000 esemplari.
Verso la fine degli anni '20 venne prodotta una tastiera per esercizi di dattilografia derivata dalla tastiera della M20.

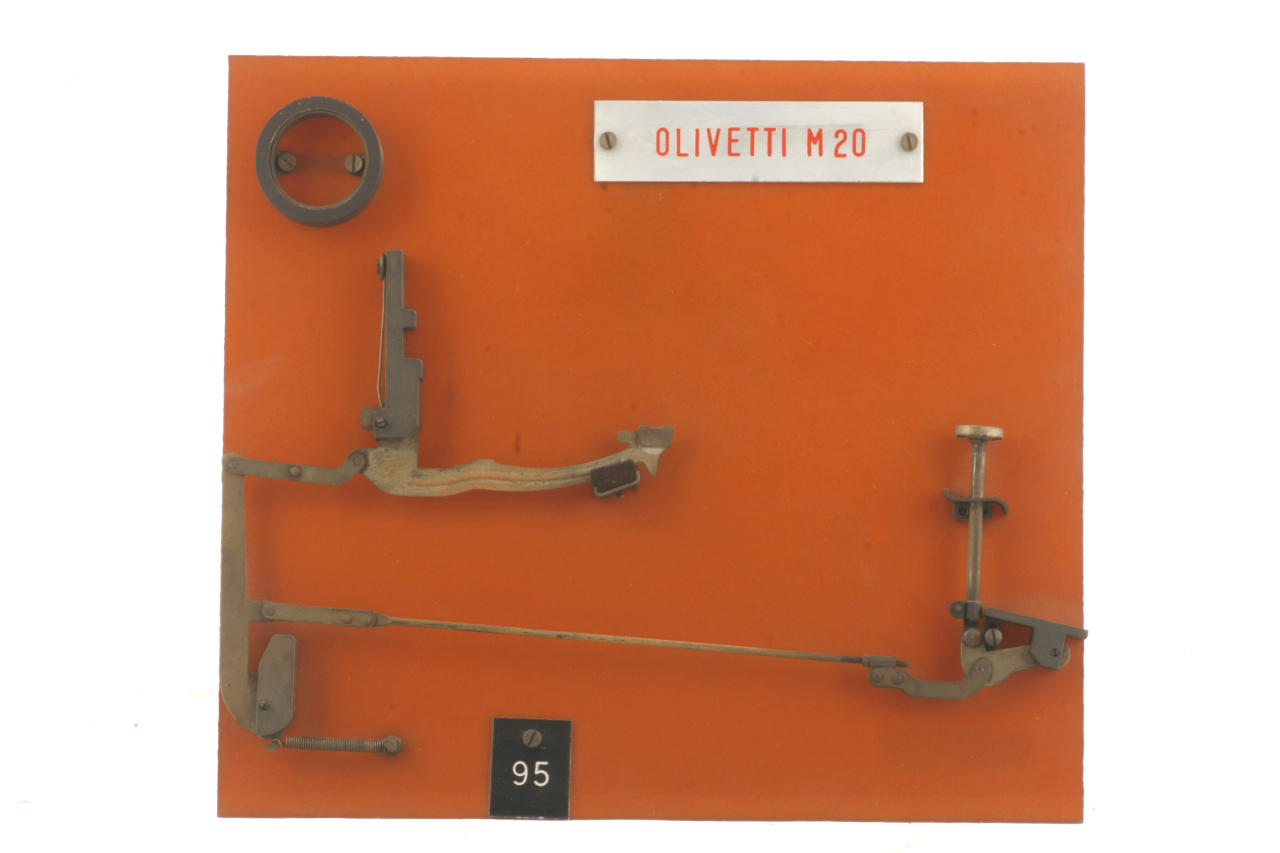
Cinematismo di un singolo tasto della M20